# Brachystelma lankanum
Brachystelma lankanum är en oleanderväxtart som beskrevs av Dassanayake och Jayasuriya. Brachystelma lankanum ingår i släktet Brachystelma och familjen oleanderväxter. Inga underarter finns listade i Catalogue of Life.